# IJzeroer

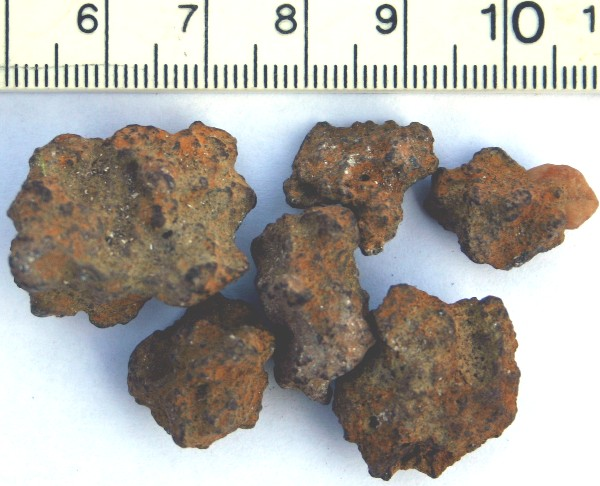
IJzeroer. Opgegraven op een diepte van 1,5 m. Grotere klonten zijn mogelijk. Samengestelde klonten vormen tezamen een decimetersdikke oerbank. De maatstok geeft centimeters aan.

IJzeroer (verouderd: oerijzer) is een soort ijzererts dat bestaat uit grotere, verharde ijzeroxide-ijzerhydroxide-concreties, die al vele eeuwen geleden in de Lage Landen van dicht onder het maaiveld werden gedolven als grondstof voor de ijzerproductie. Andere (veel) minder gebruikte namen zijn ijzeroersteen, ijzermaal, ijzersteen, bruinijzersteen, bruinijzererts, moeraserts, moerasijzererts, moddererts, poelerts, velderts, weideerts, zodenijzersteen en klappersteen. In Groningen werden de 'roodgekleurde' gronden met ijzeroer aangeduid als rodoorn.

## Geschiedenis

### Romeinse tijd
Al in de Romeinse tijd werd in Oost-Nederland, bijvoorbeeld in Colmschate bij Deventer, ijzer geproduceerd. Moerasijzererts (ijzeroer) werd bij beekdalen of andere laag gelegen plaatsen in het landschap gedolven. Vervolgens werd het soms verhit om het te reinigen, waarna het in kleinere brokken werd geslagen. In ovenkuilen van circa 50 cm doorsnee met een van leem gemaakte schacht met luchtgat, smolt men met behulp van hout en houtskool het niet ijzergedeelte van het erts. Dit werd bij 1200 graden Celsius vloeibaar en liep dan onder in de ovenkuil. Het ruwijzer, 'wolf' genaamd, smolt niet en bleef als een vaste poreuze massa achter in het bovenste gedeelte van de kuil. De smid smeedde vervolgens door herverhitten de restjes houtskool en andere verontreinigingen uit het ruwijzer dat dan gereed was om tot allerlei gereedschappen en gebruiksvoorwerpen te worden gevormd.

### Middeleeuwen

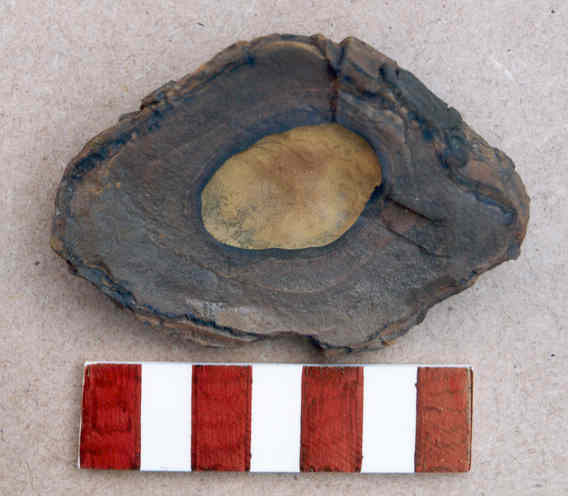
Doorsnede van een klappersteen; een leemkern met eromheen ijzererts.

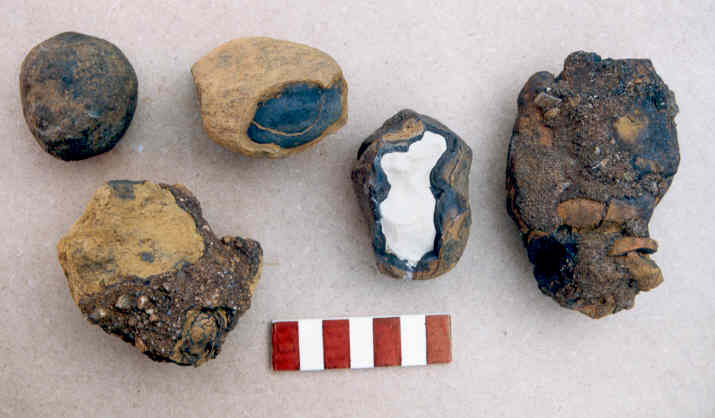
Diverse klapperstenen. Elk blokje op de maatbalk is 1 cm.

In de middeleeuwen werd er vaak ijzer gewonnen uit zogenaamde 'klapperstenen'. Klapperstenen bestaan ook uit ijzeroer; maar hier is het ijzerhydroxide afgezet rondom kleibolletjes die zich her en der in het zand bevinden. Het ijzeroer is hier de omhulling van de klei. De klei verschrompelt door uitdroging, het ijzeroer wordt dan een 'klappersteen'. Bij het schudden hoort men het kleibolletje in de klont ijzeroer rammelen, vandaar de naam.
Voor de winning werden sleuven gegraven door delvers, vaak families (de zogenoemde 'gelukzoekers') op zoek naar 'klappersteen-aders'. Dergelijke sleuven zijn nog steeds zichtbaar op de Veluwe in Hoenderloo (Park Berg en Bos), bij Paleis Het Loo en bij Hoog Soeren op de Asselsche Heide. Er zijn in totaal 82 kilometer van deze handgegraven sleuven bekend. Tussen 700 en 1100 moeten hier tonnen ijzer zijn geproduceerd, waarvan het grootste deel voor de export bedoeld was. Ook elders op de zandgronden in Nederland (Drenthe, Noord-Brabant) zijn vele ijzerfabriekjes geweest die in de lokale ijzerbehoefte voorzagen. De afvalbergen (ijzerslakken) zijn her en der nog te vinden, maar de aftapovens, de ijzerfabriekjes, niet meer. Om een kilo bruikbaar ijzer te verkrijgen, was dertien kilo ijzererts en honderddertig kilo houtskool (gewonnen uit 760 kilo eikenhout) nodig. Het vuur in de ovens werd aangejaagd door met de voet aangedreven blaasbalgen. Door concurrentie uit het buitenland kwam rond 1100 een eind aan deze kwalitatief mindere ijzerproductie .

### IJzergieterijen
IJzergieterijen waren de voornaamste afnemers van het ijzeroer. Andere namen voor oerijzergieterij zijn ijzermolen, ijzerhut of hoogoven. In de omgeving van het bedrijf werd een beek opgestuwd om meer verval te krijgen voor de watermolen waarmee luchtpompen werden aangedreven. In Duitsland waren dergelijke 'ijzermolens' er al eerder. De oudste in Nederland was de Rekhemse ijzermolen bij Gaanderen. Deze werd in 1689 naar Duits voorbeeld gesticht door Josias Olmius en in 1794 verplaatst naar Laag Keppel aan de Oude IJssel. Andere productieve oerijzergieterijen in Oost-Nederland waren gevestigd te Ulft (aan de Oude Meulenbeek, 1754), Deventer (aan de Schipbeek, 1756) en Terborg (Akkermansbeek, 1821). Die in Deventer was de grootste.
In Duitsland, vlak over de grens, stonden 'ijzerhutten', in Bocholt en Isselburg. Er zijn wel meer ijzermolens geweest, onder meer in Doetinchem en Zwolle, maar die waren niet echt productief en werden snel weer gesloten. In de literatuur is sprake van nog enkele andere ijzergieterijen, maar volgens onderzoeker Dekker waren dat slechts vestigingsplannen.
Wat het delven van ijzeroer betreft kennen hele gebieden in Nederland, tot en met in Noord-Brabant en de Eemvallei, een lokale geschiedenis van boeren die 's winters complete weilanden uitgroeven en hun oer - meest op platbodemvaartuigen - over beken en rivieren naar de ijzergieterijen brachten.

### Oerijzergieterij te Deventer

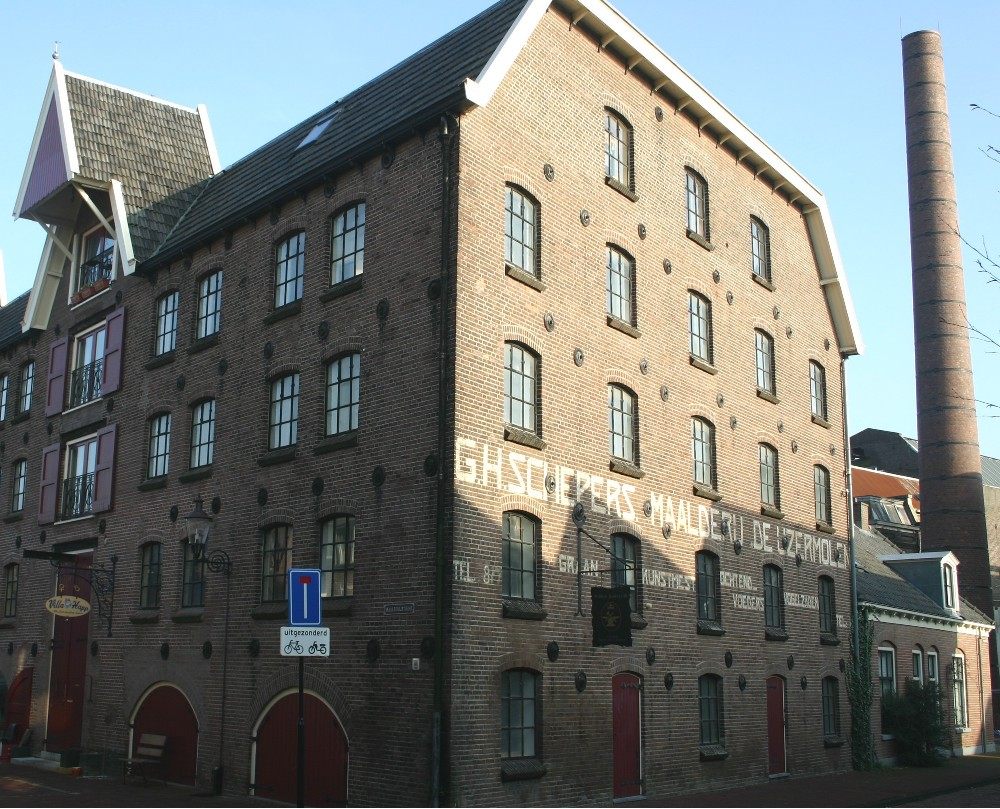
Een gebouw van ijzergieterij Nering Bögel. Na 1932 was er een graanmaalderij gevestigd.

De Deventer ijzerindustrie is gesticht in 1756 door Hendrik Lindeman. Hij mocht pas beginnen met het uitvoeren van zijn plannen nadat hij het gemeentebestuur had toegezegd dat hij de Schipbeek zou kanaliseren. De ijzermolen en de luchtpompen voor de hoogoven werden van energie voorzien door een watermolen of, bij een te kleine water toevoer van de beek, een rosmolen. Al vanaf 1831 werd ook stoomkracht toegepast. In 1800 werd in Deventer tot 500.000 kg/j gietijzer geproduceerd. In 1826 nam de Duitser Nering Bögel de hoogoven over. Door zijn connecties met Duitsland, waar de hoogoven-kennis vandaan kwam, en de stabiele aanvoer van ijzeroer uit de Achterhoekse en Overijsselse gebieden, werd het de grootste oerijzergieterij van Nederland. De Raambuurt in Deventer heeft tot in de jaren 1950 vele hallen van deze ijzerindustrie gekend. Stoommachines, locomotieven, wielen, brievenbussen, hekken, grafmonumenten, vuurtorens en complete suikerfabrieken voor Nederlands-Indië zijn in Deventer gemaakt, getuige een catalogus uit de jaren 1930. Vanaf de 19e eeuw is hier overigens niet alleen ijzeroer, maar ook ijzererts uit het buitenland gebruikt. In 1902 werd de grens van 5 miljoen kg gegoten ijzer gepasseerd. In 1920 werkten er 1000 man in deze fabrieken. In 1932 (de crisisjaren) ging de Deventer gieterij echter failliet omdat ze de concurrentie met andere hoogovens niet meer aankon.
Bij de renovatie van de Raambuurt in de jaren 1990 zijn veel oude fabrieksgebouwen gesloopt. Een pakhuis en de voormalige modelmakerij, waarin al snel na de bouw een  chemielaboratorium werd gevestigd, herinneren nog aan de eeuwenlange aanwezigheid van een ijzerindustrie in Deventer. Het zijn nu beide rijksmonumenten.

## Oerbanken

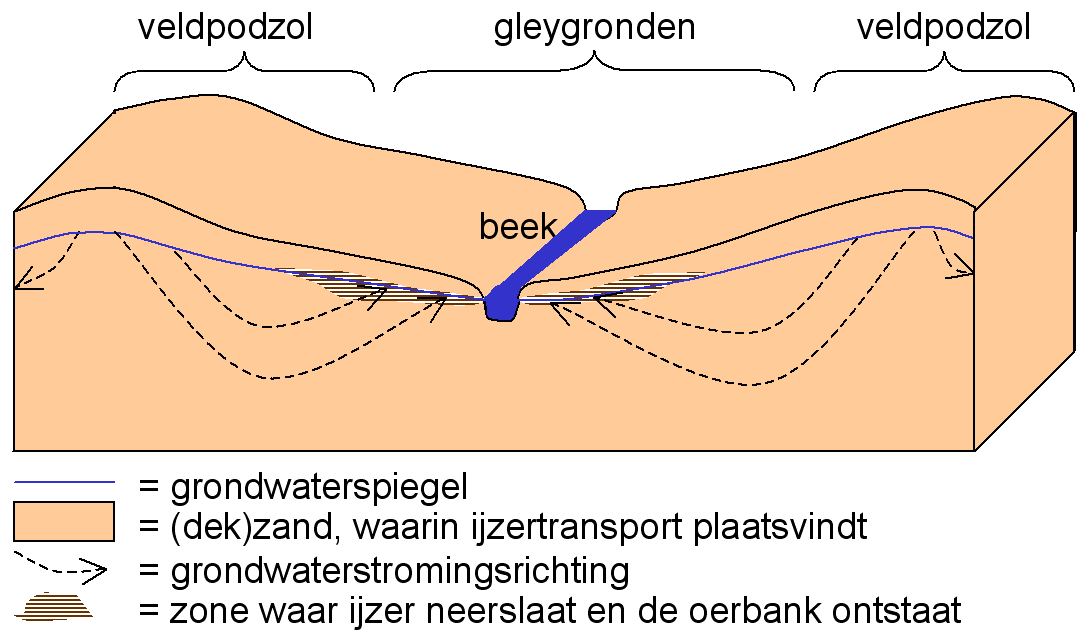
Oerbank ontstaat door ijzertransport door grondwater tussen dekzandkorrels.

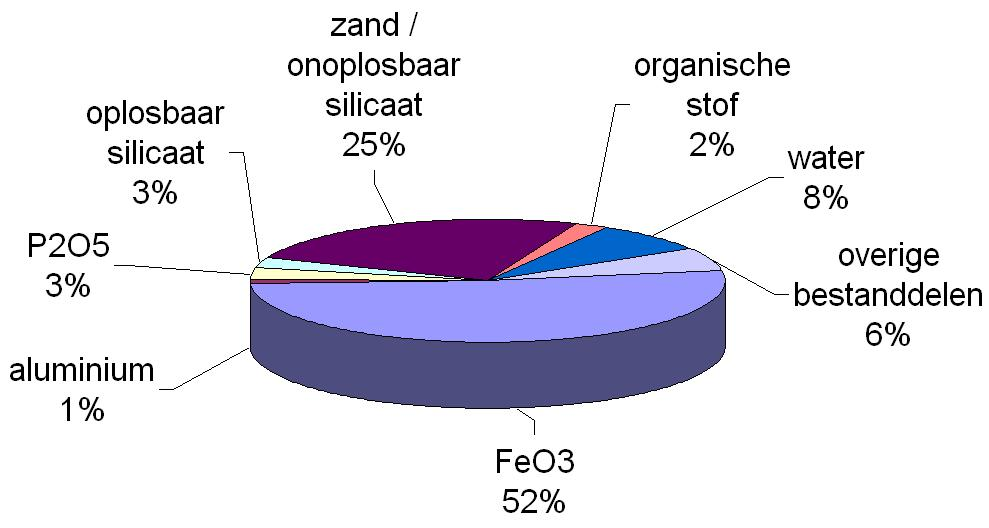
Chemische samenstelling ijzeroer.

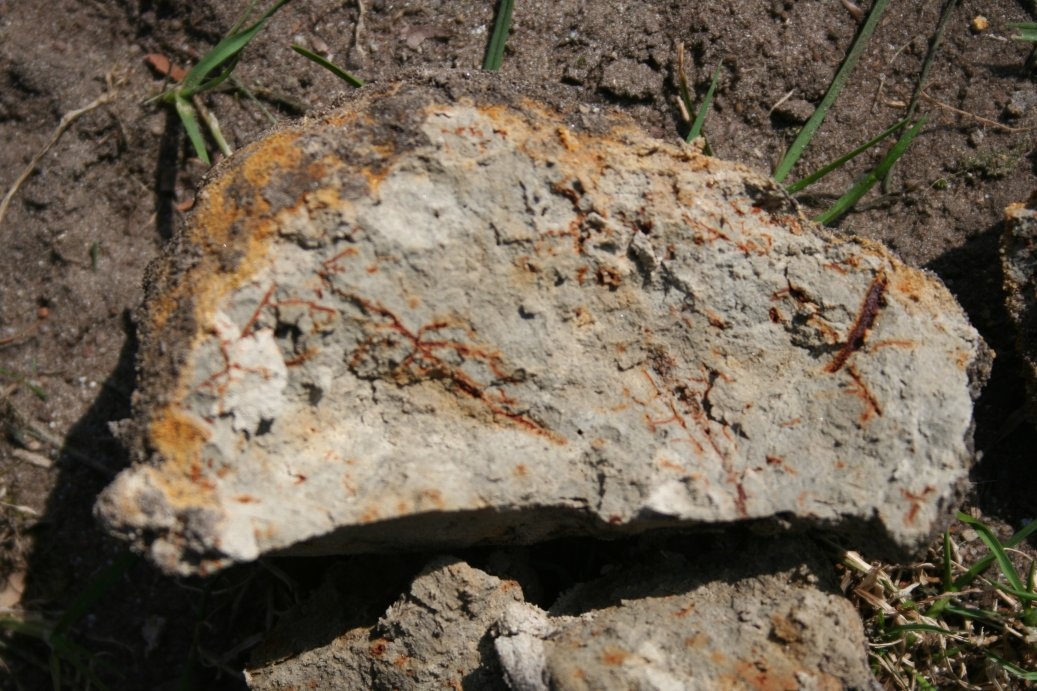
IJzersporen in een zandbodem, de kluit is op 1 meter diepte opgegraven. De oxidatie van ijzer is zichtbaar als bruine 'gangetjes'. Duurt de oxidatie lang genoeg dan ontstaat er ijzeroer op die plekken.

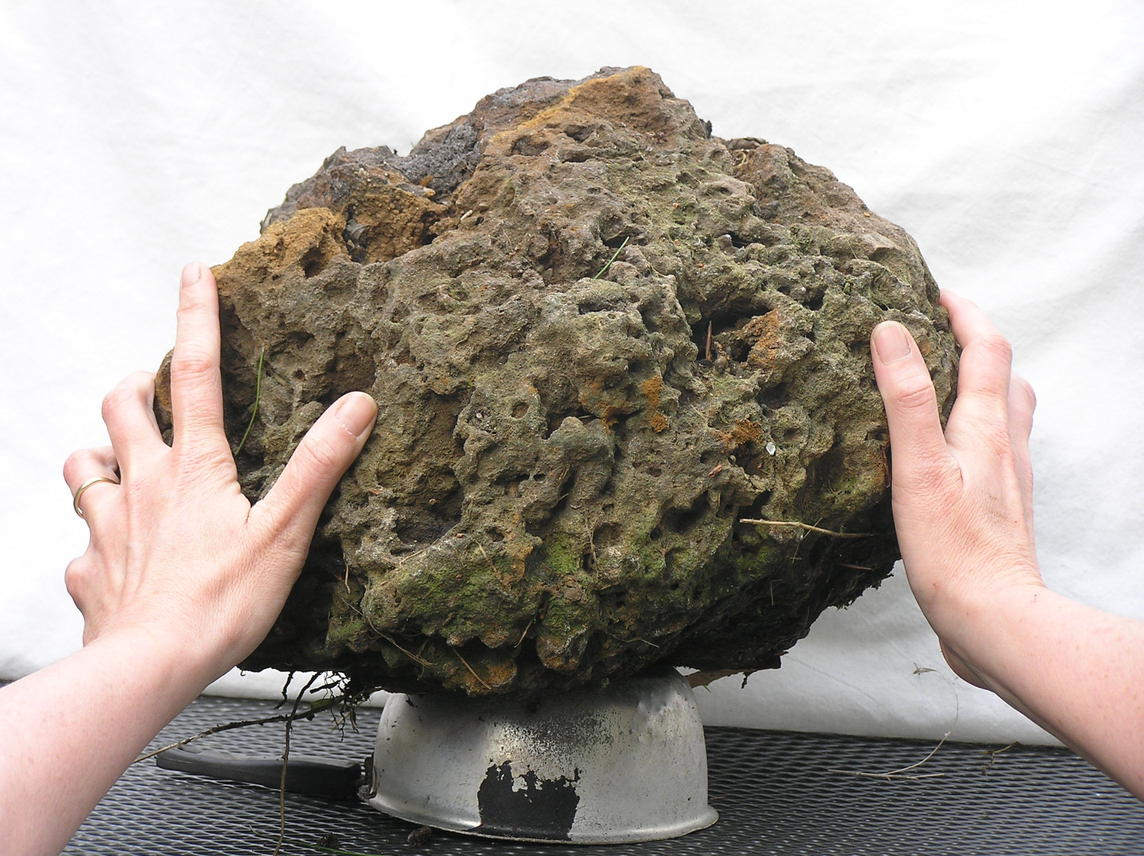
Een klomp ijzeroer gevonden in de Oploose Molenbeek.

IJzer dat - in opgeloste toestand- in de bodem wordt verplaatst door grondwater, kan in de vorm van roestvlekken zichtbaar zijn. Groeien deze vlekken uit tot grotere, verharde ijzer(hydr)oxideconcreties, dan spreekt men van ijzeroer. Dit proces vindt met name plaats in beekdalgronden, tussen dekzandruggen.
Wanneer bovenstaand proces (de vorming van ijzerconcreties) steeds op ongeveer dezelfde diepte doorgaat, kunnen zogenaamde oerbanken ontstaan, decimeters dikke samenhangende 'platen'. Dit vinden we vooral in bodems waarin duidelijke gleyverschijnselen aanwezig zijn, bijvoorbeeld in de beekdal en dekzandgebieden in Oost-Nederland. Het oer komt soms tot 1m onder het oppervlak. Het ijzer van deze lagen ijzeroer is deels afkomstig van de uitloging van de hogere gronden aan weerszijden van het dal. Bovendien wordt veel ijzer geleverd door de beekjes zelf, vooral wanneer die uit veengebieden komen. Op de Veluwe en in de Kempen zijn nog steeds veel poelen, gelegen in een gebied met schijnbaar goed doorlatend zand, die slechts bij de gratie van een ondoorlatende bodem bestaan: een oerbank.

## Samenstelling
Het oer bestaat slechts voor een deel uit ijzer, dat is meestal opgebouwd uit de mineralen limoniet of goethiet. Bij oeranalyses, zoals die in de negentiende eeuw nauwkeurig werden gedaan, was het ijzerpercentage vaak 50%, en het zandgehalte vaak 25%. Zie ook de taartdiagram voor andere bestanddelen. Er bestond een behoorlijke variatie. Het oer dat bij Olst werd gedolven bestond voor meer dan 75% uit ijzer(hydroxide), maar in Ede werd nog geen 30% gehaald. Het ijzer werd destijds vooral gebruikt voor ijzergieterijen, vanwege het hoge gehalte aan fosfor. Voor smeedijzer en staalverwerking was het te bros.

## Oerdelven
Een oerbank onder landbouwgrond was buitengewoon schadelijk voor een succesvolle teelt. Ook bij houtteelt werkt zo'n oerbank zeer nadelig. Het uitgraven of uithouwen van oer verhoogt de waarde van de grond aanzienlijk. In de Sovjet-Unie zijn veel van dergelijke gronden in de jaren 1950 en 1960 door diepploegen verbeterd. In Nederland, was het vroeger een voordelige zaak voor de landeigenaren om het oer op kosten van geïnteresseerden te laten opgraven. Boeren konden er in de winter extra mee verdienen. Het oer werd, nadat het uitgegraven was, per scheepje of boerenkar naar de smelterij gebracht. Een van de transportroutes was over de Oerdijk, een weg die vanuit het zuiden van Salland richting Deventer loopt. Het winnen van de delfstof, door boeren en dagloners, werd per mand oer betaald.

## Verwerking en de hoogovens
Het aangevoerde oer onderging twee voorbewerkingen: kloppen (het erts kleiner maken) en het wassen (het zand en de klei er uithalen). Na eventuele menging van armere met rijkere ertsen kon het erts de hoogoven in. Van kolenbranders kwam houtskool. Samen met kalksteen (uit Winterswijk) werd het erts en de houtskool verhit. De kalk bindt de verontreinigingen. De verhoudingen waren ongeveer 320 kg houtskool, 18 kg kalk en 265 kg oer. Het omsmelten gebeurde in de 19e eeuw het hele jaar door, 24 uur per dag. Daarvoor was dat slechts zes maanden per jaar. Alleen 's zomers moest de eigenlijke hoogoven nieuw opgebouwd worden. Hiervoor werd Bentheimer zandsteen gebruikt. Bij het smelten zakt het ijzer naar beneden, het zand blijft daarop drijven. In één dag kon 2500 kg ijzer geproduceerd worden, met een gehalte van 92% ijzer.

## Het gieten
Twee- tot driemaal per dag kon het ijzer uit de hoogoven worden gehaald. Met ijzeren lepels (met klei bestreken), of door een goot, kon het ijzer in de gietvormen worden gegoten. De gietvormen waren tevoren in de grond ingegraven. Meestal werd 'vormzand' voor de gietvormen gebruikt, afkomstig van de Mengelenberg bij 's Heerenberg.